# ロベルト (ターラント公)

ターラント公ロベルトの紋章

ロベルト・ディ・ターラント（イタリア語：Roberto di Taranto, 1319/26年 - 1364年9月10日）は、アンジュー＝ターラント家のターラント公（在位：1331年 - 1346年）、アルバニア王（在位：1332年 - 1346年）、アカイア公および名目上のラテン皇帝（在位：1332年 - 1364年）。

## 生涯
ロベルトはターラント公フィリッポ1世とカトリーヌ・ド・ヴァロワの間の長男である。
1332年、叔父グラヴィーナ伯ジョヴァンニより、ロベルトはアカイア公位を引き継いだ。しかしロベルトが若年であったため、1346年に亡くなるまで母カトリーヌが実質的に支配した。この時、ロベルトはラテン皇帝位を継承し、ギリシャのラテン諸国より皇帝として認められた。実際にはロベルトの権力はアカイア公位に基づくものに限られた。ナポリにおいて、1347年9月9日、ロベルトはブルボン公ルイ1世の娘マリーと結婚したが、2人の間に子供は生まれなかった。1364年にロベルトが死去した時、妃マリーは公位を自身と最初の結婚で生まれた息子で保持しようとした。しかし、ロベルトの弟フィリッポ2世が正式な継承者として公位を継承した。ロベルトはナポリにおいて死去し、同地に葬られた。